# Lita
Lita（リタ）は、日本の音楽ユニットである。respond所属。

## 概要
ユニット名は利他から。ファンのことは「リタリン」と呼称される。
1999年4月、結成。楽曲制作とライブを重ね、2001年4月、シングル『蕾』でデビュー。
以降6枚のシングルと2枚のアルバムを発売し、2003年12月31日に解散。解散後は、積はソロ歌手として活動し、幸は作曲家として活動している。

## メンバー
- 積しの（せき しの、1979年1月1日 - ）
  - ボーカル担当。沖縄県出身。現在はsekishino名義で活動している。
- 幸克哉（ゆき かつや、1973年8月2日 - ）
  - ギター担当。大分県出身。

## ディスコグラフィー

### シングル
1. 蕾（2001年4月25日）オリコン100位
  1. 蕾[6:24]（作詞：積しの／作曲・編曲：幸克哉）
  2. 繋がれた月[4:56]（作詞：積しの／作曲・編曲：幸克哉）
  3. 飛べない鳥[4:39]（作詞：積しの／作曲・編曲：幸克哉）

  - 新潟放送『J-Popper on TV』2001年4月度オープニングテーマ
  - FM沖縄『Ura-Dora』2001年4月度エンディングテーマ
  - BSN新潟放送『We're J・popper』2001年4月度エンディングテーマ
2. 黒い雨･･･（2001年7月25日）オリコン82位
  1. 黒い雨…[5:53]（作詞：積しの／作曲・編曲：幸克哉）
  2. qoopee[2:28]（作詞：積しの／作曲・編曲：幸克哉）
  3. 回帰[5:02]（作詞・作曲・編曲：幸克哉）

  - FM群馬『LOVE A GO! GO!』エンディングテーマ
  - FM群馬『ミッドナイト・ジャム』2001年8月度エンディングテーマ
  - α-station『NEO SWING』2001年8月度エンディングテーマ
  - FM秋田『イブニング・オペレーション』2001年8月度エンディングテーマ
3. 悲しみのハンター（2001年11月14日）オリコン75位
  1. 悲しみのハンター[5:02]（作詞：積しの／作曲・編曲：幸克哉）
  2. バニラの憂鬱[3:04]（作詞：積しの／作曲・編曲：幸克哉）
  3. デジャヴ[3:40]（作詞：積しの／作曲・編曲：幸克哉）

  - 日本テレビ系『AX MUSIC FACTORY』AX POWER PLAY #057（エンディングテーマ）
  - 中京テレビ・日本テレビ系『ろみひー』2001年10・11月度エンディングテーマ
  - tvk制作UHF28局ネット『Lap cafe』エンディングテーマ
  - TBS系UHF20局ネット『MUSIC B.B』2001年12月度オープニングテーマ
4. あたしがあたしであるうちに（2002年1月30日）オリコン96位
  1. あたしがあたしであるうちに[4:39]（作詞：積しの／作曲：幸克哉／編曲：幸克哉・笹路正徳）
  2. 遊女の戯れ[3:35]（作詞：積しの／作曲・編曲：幸克哉）
  3. あたしがあたしであるうちに (encore)[5:18]

  - 日本テレビ系『モグモグGOMBO』2002年2・3月度エンディングテーマ
  - 中京テレビ・日本テレビ系『あんたにグラッツェ!』2002年2月度エンディングテーマ
  - 日本テレビ系『ピンパパ』2002年2月度エンディングテーマ
  - 中京テレビ・日本テレビ系『ろみひー』2002年2月度エンディングテーマ
  - テレビ熊本『サウンド・キッズ』2002年2月度エンディングテーマ
  - RKB毎日放送『チャート・バスターズR』パワープレイ
  - 名古屋テレビ『J・BEAT』2002年3月度オープニングテーマ
5. 天の川 〜ティンガーラ〜（2003年5月21日）オリコン192位
  1. 天の川 〜ティンガーラ〜[4:44]（作詞：積しの／作曲：幸克哉／編曲：幸克哉・亀田誠治）
  2. ミルク[2:19]（作詞：積しの／作曲：幸克哉／編曲：幸克哉・亀田誠治）
  3. 花園はいつも開いている[4:03]（作詞：積しの／作曲：幸克哉／編曲：幸克哉・亀田誠治）
  4. 永遠。[5:33]（作詞：積しの／作曲：幸克哉／編曲：幸克哉・亀田誠治）
6. 火の神 〜ヒヌカン〜（2003年8月27日）
  1. 火の神 〜ヒヌカン〜[4:41]（作詞・作曲：積しの／編曲：幸克哉・亀田誠治）
  2. Frisbee Cat's[3:51]（作詞：積しの／作曲・編曲：幸克哉）
  3. 影うつし[6:16]（作詞：積しの／作曲：幸克哉・積しの／編曲：幸克哉・亀田誠治）
  4. (エンハンスド)天の川 〜ティンガーラ〜 video clip

### アルバム
1. 色恋品定め（2001年12月12日）オリコン84位
  1. マンネリズムの夜[3:48]（作詞：積しの／作曲・編曲：幸克哉）
  2. 悲しみのハンター[5:50]（作詞：積しの／作曲・編曲：幸克哉）
  3. 環7ラビット[5:44]（作詞・作曲：積しの／編曲：幸克哉）
    - FM石川『MUSIC NEXUS』2001年12月度テーマソング

  4. 千年は闇の中に[4:02]（作詞・作曲・編曲：幸克哉）
  5. 22。[6:37]（作詞：積しの／作曲・編曲：幸克哉）
  6. 蕾[6:25]（作詞：積しの／作曲・編曲：幸克哉）
  7. エキゾチックカード[4:58]（作詞：積しの／作曲・編曲：幸克哉）
  8. qoopee[2:28]（作詞：積しの／作曲・編曲：幸克哉）
  9. 飛べない鳥[6:24]（作詞：積しの／作曲・編曲：幸克哉）
  10. Soft Exotica[3:14]（作曲・編曲：幸克哉）
  11. 黒い雨…[5:53]（作詞：積しの／作曲・編曲：幸克哉）
  12. でいごの花[3:22]（作詞：積しの／作曲・編曲：幸克哉）
2. ニライカナイ（2003年10月1日）
  1. 天の川 〜ティンガーラ〜[4:44]（作詞：積しの／作曲：幸克哉／編曲：幸克哉・亀田誠治）
  2. こいのめ[4:03]（作詞：積しの／作曲：幸克哉／編曲：幸克哉・亀田誠治）
  3. 今日も地球に朝が来る[4:47]（作詞・作曲：幸克哉／編曲：幸克哉・根岸孝旨）
  4. ミルク[2:18]（作詞：積しの／作曲：幸克哉／編曲：幸克哉・亀田誠治）
  5. 生誕カーニバル[4:07]（作詞：積しの／作曲：幸克哉／編曲：幸克哉・亀田誠治）
  6. 段々畑の丘の上[3:12]（作詞・作曲：積しの／編曲：幸克哉・亀田誠治）
  7. O[4:59]（作詞：積しの／作曲：幸克哉／編曲：幸克哉・亀田誠治）
  8. フェアリー[3:24]（作詞：積しの／作曲：幸克哉／編曲：幸克哉・亀田誠治）
  9. teapot[3:29]（作詞・作曲・編曲：幸克哉）
  10. うたき咲く花[5:17]（作詞：積しの／作曲：幸克哉／編曲：幸克哉・根岸孝旨）
  11. 火の神 〜ヒヌカン〜[4:44]（作詞・作曲：積しの／編曲：幸克哉・亀田誠治）
  12. (エンハンスド)火の神 〜ヒヌカン〜 (video clip)

### インディーズデモテープ
1. 色恋品定め（2000年5月12日）
  - ライブ会場限定配布
2. 悲しみのハンター（2000年7月19日）
  - ライブ会場限定配布

## 出演
- Litaのねんねこね（2001年4月 - 2002年7月、CROSS FM）
  - 2002年9月には『ニライカナイスペシャル』として特別番組が放送された。